# Błażowa (gmina)
Błażowa – gmina miejsko-wiejska w województwie podkarpackim, w powiecie rzeszowskim. W latach 1975–1998 gmina położona była w województwie rzeszowskim.
Siedziba gminy to Błażowa.
Według danych z 30 czerwca 2004 gminę zamieszkiwało 10 638 osób.

## Struktura powierzchni
Według danych z roku 2002 gmina Błażowa ma obszar 112,7 km², w tym:
- użytki rolne: 66%
- użytki leśne: 25%

Gmina stanowi 9,25% powierzchni powiatu.

## Demografia

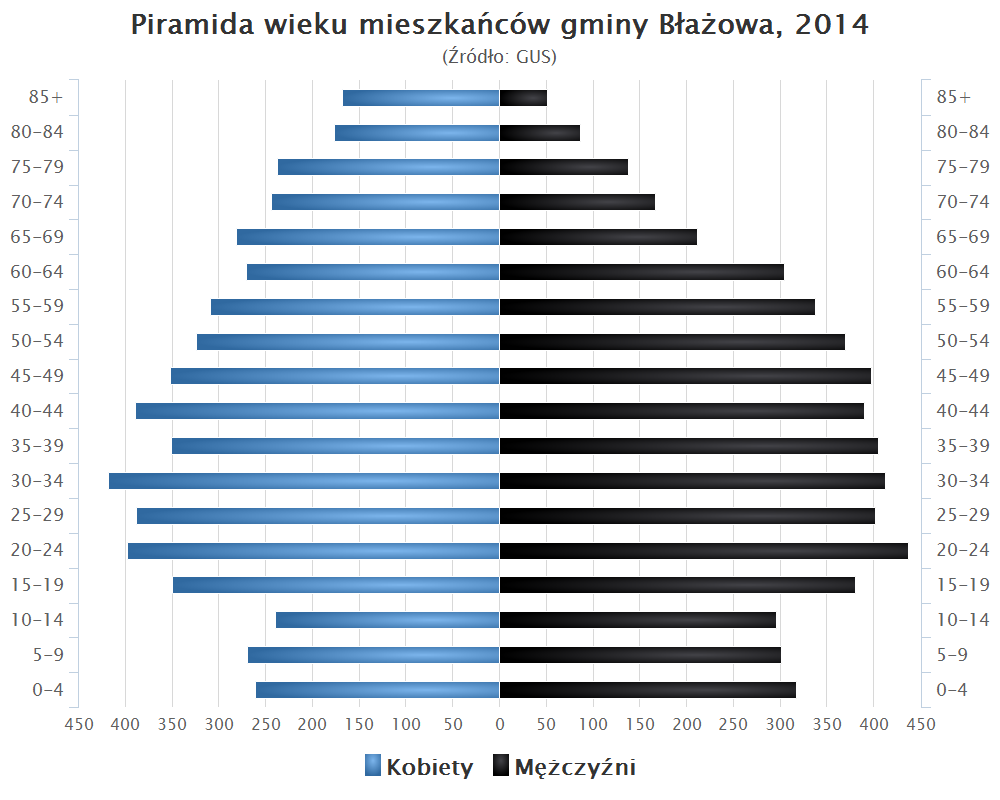
Piramida wieku mieszkańców gminy Błażowa w 2014 roku

Dane z 30 czerwca 2004:
| Opis                              | Ogółem | Ogółem | Kobiety | Kobiety | Mężczyźni | Mężczyźni |
| --------------------------------- | ------ | ------ | ------- | ------- | --------- | --------- |
| jednostka                         | osób   | %      | osób    | %       | osób      | %         |
| populacja                         | 10 638 | 100    | 5409    | 50,8    | 5229      | 49,2      |
| gęstość zaludnienia (mieszk./km²) | 94,4   | 94,4   | 48      | 48      | 46,4      | 46,4      |

## Miejscowości
Miasto
- Błażowa

Części miasta
- Księże Budy, Miasto, Michałówka

Części wsi
- Doły, Dół, Góra, Kamieniec, Podlas, Wilczak – części wsi Białka
- Liwośka, Mokłuczka, Staniki, Walantówka, Wola Błażowska, Zagrody – część wsi Błażowa Dolna
- Dziurówka, Stępica, Wilczak – części wsi Błażowa Górna
- Czudówka, Doły, Jaworznik, Łanowiec, Łazik, Łęg, Matulnik, Mitów, Mojka, Obszar, Psiuki, Rola, Widacz – części wsi Futoma
- Baranówka, Dół, Dział, Folwark, Głębokie, Nawsie, Nowiny, Środek, Wola Kąkolowska – części wsi Kąkolówka
- Berdecha, Betlejem, Domaczka, Dół, Góra, Łączki, Wenecja, Zagumiak – części wsi Lecka
- Babiak, Czerwonki, Dębczak, Dół, Dział, Góra, Jaworznik, Kozieniec, Nowa Droga, Poręby, Postronie, Przy Granicy, Przylasek Mały, Przylasek Wielki, Siwcowa, Stawiska, Wola – części wsi Nowy Borek[7]
- Bucznik, Dół, Dział, Folwark, Góry, Kaprale, Łan, Łęg, Połać, Potok, Przygórze, Tokarnia, Wola, Wyskielówka, Za Górą, Zagroda, – części wsi Piątkowa

## Sołectwa
Białka, Błażowa Dolna, Błażowa Dolna-Mokłuczka, Błażowa Górna, Futoma, Kąkolówka, Kąkolówka-Ujazdy, Lecka, Nowy Borek, Piątkowa.

## Sąsiednie gminy
Domaradz, Dynów, Hyżne, Lubenia, Niebylec, Nozdrzec, Tyczyn